# (474057) 2016 HF8
(474057) 2016 HF8 es un asteroide perteneciente al cinturón de asteroides, descubierto el 2 de marzo de 1997 por el equipo del Spacewatch desde el Observatorio Nacional de Kitt Peak, Arizona, Estados Unidos.

## Designación y nombre
Designado provisionalmente como 2016 HF8.

## Características orbitales
2016 HF8 está situado a una distancia media del Sol de 2,417 ua, pudiendo alejarse hasta 2,762 ua y acercarse hasta 2,072 ua. Su excentricidad es 0,142 y la inclinación orbital 1,444 grados. Emplea 1372 días en completar una órbita alrededor del Sol.

## Características físicas
La magnitud absoluta de 2016 HF8 es 17,574.